# 宮城県道146号小牛田松島線
宮城県道146号小牛田松島線（みやぎけんどう146ごう こごたまつしません）は、宮城県遠田郡美里町から同県宮城郡松島町に至る一般県道である。ここでは、当路線に含まれる初原バイパスについても説明する。

## 概要
2012年 (平成24年) 度の初原道路改良事業により、終点が1640 m延長した。

### 路線データ
- 起点：遠田郡美里町
- 終点：宮城郡松島町
- 実延長：13,101.9 m[2]

## 初原バイパス
松島北インターチェンジ付近から宮城県道144号赤沼松島線交点までを繋ぐバイパス。宮城県道8号仙台松島線以南が開通済み。松島町道松島パノラマ線、国道45号等とともに町内周遊のネットワークや緊急輸送道路を築く。

### データ
- 道路区分 : 第3種3級[1]
- 設計速度 : 50 km/h[1]
- 幅員 : 8.0 m[1]

## 歴史
- 2006年 (平成18年) 1月1日 - 小牛田町が南郷町と合併して美里町になり、起点が遠田郡美里町となる。
- 2011年 (平成23年) 8月10日 - 小森トンネル[注釈 1]の貫通式が行われる[4]。

## 路線状況

### 重複区間
- 宮城県道152号涌谷三本木線：大崎市古川下中目字経壇 - 同市松山下伊場野字薬師
- 宮城県道32号古川松山線：大崎市古川下中目字小袋 - 同市松山下伊場野字中谷地
- 宮城県道40号利府松山線：大崎市松山下伊場野字薬師 - 黒川郡大郷町大松沢字築道東
- 宮城県道16号石巻鹿島台大衡線：黒川郡大郷町大松沢字築道東 - 同郡同町大松沢字相ノ田
- 宮城県道241号竹谷大和線：黒川郡大郷町山崎字舘 - 同郡同町山崎字蛭田
- 宮城県道9号大和松島線：黒川郡大郷町川内字下田布施前 - 宮城郡松島町初原字欠田
- 宮城県道8号仙台松島線：宮城郡松島町初原字欠田 - 同郡同町高城字反町五

## 地理

### 通過する自治体
- 遠田郡美里町
- 大崎市
- 黒川郡大郷町
- 宮城郡松島町

### 交差する道路
- 国道108号（大崎市北浦・起点）
- 宮城県道152号涌谷三本木線（大崎市古川下中目）
- 宮城県道32号古川松山線（大崎市古川下中目）
- 宮城県道32号古川松山線・宮城県道40号利府松山線（大崎市松山下伊場野）
- 宮城県道152号涌谷三本木線（大崎市松山下伊場野）
- 宮城県道16号石巻鹿島台色麻線・宮城県道40号利府松山線（黒川郡大郷町大松沢）
- 宮城県道16号石巻鹿島台色麻線（黒川郡大郷町大松沢）
- 宮城県道241号竹谷大和線（黒川郡大郷町山崎）
- 宮城県道241号竹谷大和線（黒川郡大郷町山崎）
- 宮城県道9号大和松島線（黒川郡大郷町川内）
- 三陸沿岸道路（仙台松島道路）松島大郷IC（宮城郡松島町初原）
- 宮城県道8号仙台松島線（宮城郡松島町初原）
- 宮城県道8号仙台松島線（宮城県道9号大和松島線重複）（宮城郡松島町高城）
- 宮城県道144号赤沼松島線（松島町松島・終点）

### 沿線の施設
- JA全農宮城県本部みやぎ総合家畜市場
- 大郷町公民館
  - 吉ケ沢分館
  - 味明分館
- 松島町健康館（旧松島駅）
- 初原郵便局
- 松島温泉芭蕉の湯